# Hifz
Hifz je proces pamćenja teksta iz Kurana, cijelog ili djelimice. U prijevodu hifz ima značenja: čuvanje, zaštita, pamćenje, memoriranje, zadržavanje, obustavljanje, konzerviranje, oprez, pridržavanje, očuvanje, održanje. Prema islamskom učenju, lanac hifza počinje od Alaha, koji je preko meleka Džibrila podučavao proroka Muhameda, od čijeg vremena datira institucija hifza. Hifz se ne uči radi slave i samopromidžbe na ovom svijetu. Metoda za učenje je više. Nakon što kandidat ispuni duhovne uvjete - biti što manje opterećen grijesima i materijalnim stvarima, bira adekvatnog mentora (muhafiza) i poželjno je no ne i obvezno da mentor bude hafiz. Nakon što kandidat položi hifz pred komisijom, upriličuje se svečana hafiska dova. To je svečanost na kojoj se novom hafizu službeno uručuje diploma u hifzu. Time postaje legalni i legitimni nosilac časnog zvanja hafizul-Kuran. Povijesno, lanac hifza počeo je od Alaha, koji je svom govoru preko meleka Džibrila, podučavao proroka Muhameda, a on dalje ostale ljude. Muhamed je tako prvi hafiz Kurana, a melek Džibril prvi muhafiz.